# Јован Печеновић
Јован Печеновић (Приштина, 1933 — Београд, 5. април 2021) био је председник Скупштине општине Приштина и амбасадор СФРЈ у Тирани.

## Биографија
Рођен 1933. године у Приштини. Завршио је Филозофски факултет и III степен студија на Високој школи политичких наука у Београду. Од 1952. године је члан СКЈ. Поред места одборника Скупштине општине Приштина, био је и члан  председништва Покрајинског комитета Савеза омладине за Аутономну косовско-метохијску област (АКМО), председник Комисије за идеолошка питања Савеза омладине АКМО. Био је посланик Просветнокултурног већа скупштине СР Србије. 
На Деветом конгресу СКЈ изабран у Председништво СКЈ.